# 曾官良
曾官良（罗马拼音：Chan Kon Leong，1917年—1968年3月10日），馬來西亞前男子羽球運動員。
曾官良在1948/49賽季代表馬來亞贏得第一屆湯姆斯盃世界冠軍。在與美國的半決賽中，他與搭檔楊德才先後對陣柯林頓·史蒂芬斯、鮑伯·威廉斯組合，以及大衛·G·佛里曼、溫·羅傑斯組合，結果兩點皆獲勝。在與丹麥的決賽中，兩人先後對陣波爾·霍爾姆、伊布·歐列森組合，以及約恩·斯考勞普、普雷本·達貝爾斯汀組合，也是兩點都獲勝，為馬來亞在第一屆湯姆斯盃的奪冠奠定了基礎。
1952年，曾官良再次成為湯姆斯盃馬來亞代表隊成員。他與阿布杜拉·皮魯茲搭檔，在與美國隊的決賽中先輸給鮑伯·威廉斯、溫·羅傑斯組合，不過隨後擊敗了迪克·米切爾、卡爾·洛夫戴組合，讓馬來亞人能夠成功衛冕。
1935年，曾官良是雪蘭莪的男子單打冠軍，而他的妹妹Chan Kon Neong則是女子冠軍。